# 南アフリカラグビー協会
南アフリカラグビー協会（みなみアフリカラグビーきょうかい、英: South African Rugby Union、略称: SARU）は、南アフリカ共和国におけるラグビーユニオンの統括団体である。通称はSAラグビー（SA Rugby）。

## 概要
ラグビー南アフリカ代表チームや、カリーカップをはじめとする国内選手権などの組織・運営を担っている。
国際的には、ニュージーランド、オーストラリア、アルゼンチンのラグビー協会と共にSANZAARに参画し、ザ・ラグビーチャンピオンシップ（旧・トライネイションズ）やスーパーラグビーの運営に携わっている。

## 歴史
南アフリカ共和国ではアパルトヘイト政策下において複数のラグビーユニオン統括団体が併存していた。
同政策が終焉を迎えると、1992年3月23日、白人による南アフリカラグビー評議会（SARB）と非白人（non-racial）による南アフリカラグビー協会（旧SARU）が統合され、南アフリカラグビーフットボール協会が設立された。同時にIRFB（現・ワールドラグビー）に加盟。
1996年、ラグビー国際対抗戦「トライネイションズ（現・ザ・ラグビーチャンピオンシップ）」および「スーパー12（現・スーパーラグビー）」を創設するため、南アフリカ、ニュージーランド、オーストラリアの3協会による合弁事業「SANZAR（現・SANZAAR）」を設立。
2005年、南アフリカラグビーフットボール協会から南アフリカラグビー協会に改称。

## 地域協会
南アフリカラグビー協会は14の地域協会を統括している。
| 地域協会                                    | 協会代表チーム                         | 創設年 | 都市                                 | フランチャイズ           |
| ------------------------------------------- | -------------------------------------- | ------ | ------------------------------------ | ------------------------ |
| 西部州協会 （Western Province）             | ウェスタン・プロヴィンス               | 1883   | 西ケープ州ケープタウン               | ストーマーズ             |
| 西グリクアランド協会 （Griqualand West）    | グリクアズ                             | 1886   | 北ケープ州キンバリー                 |                          |
| 東部州協会 （Eastern Province）             | イースタン・プロヴィンス・エレファンツ | 1888   | 東ケープ州ポート・エリザベス         | サザン・キングス（解散） |
| ゴールデン・ライオンズ協会 （Golden Lions） | ゴールデン・ライオンズ                 | 1889   | ハウテン州ヨハネスブルグ             | ライオンズ               |
| クワズール・ナタール協会 （KwaZulu-Natal）  | シャークス                             | 1890   | クワズール・ナタール州ダーバン       | シャークス               |
| ボーダー協会 （Border）                     | ボーダー・ブルドッグス                 | 1891   | 東ケープ州イースト・ロンドン         |                          |
| フリーステイト協会 （Free State）           | フリーステイト・チーターズ             | 1895   | フリーステイト州ブルームフォンテーン | チーターズ               |
| 南西地区協会 （South Western Districts）    | SWDイーグルス                          | 1899   | 西ケープ州ジョージ                   |                          |
| レパーズ協会 （Leopards）                   | レパーズ                               | 1920   | 北西州ポチェフストルーム             |                          |
| ブルー・ブルズ協会 （Blue Bulls）           | ブルー・ブルズ                         | 1938   | ハウテン州プレトリア                 | ブルズ                   |
| ボーランド協会 （Boland）                   | ボーランド・カヴァリアーズ             | 1939   | 西ケープ州ウェリントン               |                          |
| ファルケ協会 （Valke）                      | ファルケ                               | 1947   | ハウテン州ケンプトンパーク           |                          |
| グリフォンズ協会 （Griffons）               | グリフォンズ                           | 1968   | フリーステイト州ウェルコム           |                          |
| ムプマランガ協会 （Mpumalanga）             | ピューマズ                             | 1969   | ムプマランガ州ムボンベラ             |                          |